# Мегаспоруди
Мегаспоруди (англ. Big, Bigger, Biggest) - це британський документальний телевізійний серіал каналу National Geographic, що розповідає про ті інженерні ідеї, без яких було б неможливо побудувати найбільші на сьогоднішній день споруди у світі. Протягом кожної серії глядачі знайомляться з кількома винаходами, які стали поворотними пунктами в історії і дозволили інженерам побудувати такі споруди. Це дуже цікавий і пізнавальний серіал і він рекомендується до перегляду для загального розвитку всіх категоріях глядачів.

## Список сезонів

### Сезон 1 (2008)
| № п\п | Українська назва | Оригінальна назва | Дата релізу    | Короткий опис |
| ----- | ---------------- | ----------------- | -------------- | --- |
| 01    | Хмарочос         | Skyscraper        | 1 квітня 2008  | У цій серії розповідається про історію проривів у створенні хмарочосів, які дозволили інженерам побудувати 828-метровий хмарочос «Бурдж-Халіфа» в Дубаї. Незвичайна аеродинамічна форма «Бурдж-Халіфа» захищає його від сильних вітрів, не дозволяючи утворюватися потужним вихором. Щоб убезпечити будівлю від землетрусів, інженери використовували застосовані у вежі «Тайбей 101» тонкі сталеві троси, які можуть скручуватися і розтягуватися, поглинаючи силу поштовхів. Використання спеціальних скляних панелей для захисту від сонця, ліфтових гальм, здатних зупинити вантаж вагою з вантажівку, і високотехнологічних стін зі скла і сталі зробили хмарочос "Бурдж-Халіфа» сучасним дивом архітектури. |
| 02    | Авіаносець       | Aircraft Carrier  | 15 апреля 2008 | Побудувати один з найбільших військових кораблів у світі - авіаносець «Німіц» було б неможливо, якби не сім найважливіших винаходів. Авіаносець «Німіц» здатний перевозити до 90 літаків одночасно і плавати протягом 20 років без дозаправки. Через відсутність довгої злітно-посадкової смуги на «Німіц» була реалізована ідея катапультування літаків у повітря. Щоб допомогти літакам приземлитися, інженери протягнули на палубі посадочну дріт, яка дозволяє зупиняти винищувачі, що сідають на швидкості 225 кілометрів на годину. |
| 03    | Міст             | Bridge            | 4 квітня 2008  | У цій серії показано, як кілька проривів в будівництві висячих мостів дозволили будівельникам створити найдовший висячий міст у світі «Великий міст протоки Акасі» в Японії довжиною 3,9 км. Для захисту сталі від корозії використовуються роботи, які за допомогою дистанційного керування стежать за виникненням іржі і наносять фарбу на пошкоджені місця. Вежі моста заввишки 300 метрів кріпляться за допомогою передової технології роботизованою зварювання і 1,5 мільйона болтів. «Великий міст протоки Акасі» може витримувати пориви вітру силою 300 кілометрів на годину завдяки сталевим балкам і укріпленій платформі. |
| 04    | Аеропорт         | Airport           | 28 жовтня 2008 | Лондонський аеропорт «Хітроу» є найбільш завантаженим міжнародним аеропортом у світі. У цій серії розповідається про будівництво нового терміналу №5, який дозволить обслуговувати додатково 30 мільйонів пасажирів на рік. З його появою лондонський аеропорт «Хітроу» зможе приймати понад 100 мільйонів пасажирів на рік. Оскільки термінал №5 вище інших терміналів «Хітроу», масивну дах довелося збирати секціями (кожна має вагу шести аеробусів) і піднімати сантиметр за сантиметром за допомогою лебідок і сталевих тросів. Термінал №5 має 18-кілометрові стрічки-транспортери, здатні обробляти 4000 предметів багажу на годину. Речі тих пасажирів, яким належить тривале очікування рейсу, упорядковано роботами. Термінал №5 може приймати найбільший у світі пасажирський лайнер - аеробус A380, який настільки важкий, що звичайний бетон зруйнувався б від його ваги. Інженери в «Хітроу» розробили спеціальний бетон, що містить милообразну рідину, яка витісняє воду і зміцнює шар зчеплення бетону. Також термінал обладнаний потужними детекторами вибухових речовин, новим 1000-тонним командно-диспетчерським пунктом і швидкісний транспортною системою, яка доставляє пасажирів до терміналів кожні три секунди. |

### Сезон 2 (2009)
| № п\п | Українська назва  | Оригінальна назва | Дата релізу     | Короткий опис |
| ----- | ----------------- | ----------------- | --------------- | --- |
| 05    | Тунель            | Tunnel            | 28 липня 2009   | Найдовшим тунелем у світі є Готардський базисний тунель (що має довжину 57 км). Після введення в експлуатацію він буде забезпечувати залізничне сполучення через Альпи і дозволить знизити інтенсивність вантажних автоперевезень, замінивши їх більш екологічними залізничними вантажними перевезеннями. Для проходки тунелю в скельних породах тут використовуються кілька тунелепрохідних комплексів (ТПК). |
| 06    | Підводний човен   | Submarine         | 4 серпня 2009   | Найбільшою підводним човном ВМС США є АПЛ «Пенсильванія», яка має довжину 171 метр і може залишатися під водою до 6 місяців. |
| 07    | Вантажний літак   | Aircraft          | 11 серпня 2009  | Висотою з семиповерховий будинок, Ан-124 «Руслан» є одним з найбільших у світі вантажних літаків, здатних перевозити одночасно 50 легкових автомобілів. Особливістю конструкції літака є наявність двох вантажних люків в носовій і в хвостовій частині фюзеляжу, що полегшує і прискорює процеси завантаження і вивантаження вантажів. Многостоєчне шасі, забезпечене 24 колесами, дозволяє літаку злітати і сідати на ґрунтові злітно-посадочні смуги, а також змінювати стоянкове кліренс і кут нахилу фюзеляжу, що полегшує проведення вантажно розвантажувальних робіт. Автономність експлуатації літака забезпечують: комплекс десантно-транспортного обладнання, бортова система автоматизованого контролю технічного стану систем та обладнання, дві допоміжні силові установки з електрогенераторами і Турбонасоси. Вантажний відсік літака повністю герметичний. |
| 08    | Нафтова вишка     | Oil Rig           | 18 серпня 2009  | Нафтова платформа «Пердідо» є найглибоководнішою плаваючою нафтовою платформою у світі. Глибина води в місці її знаходження досягає 2450 метрів. |
| 09    | Купол             | Dome              | 25 августа 2009 | Найбільший у світі купол даху розташований над стадіоном «Ойта» в однойменному місті Японії. Купол має проліт 274 метри і покриває 43000 глядацьких місць. |
| 10    | Круїзний корабель | Cruise Liner      | 1 вересня 2009  | Найбільший круїзний корабель «Незалежність морів» водотоннажність 160000 тонн з 2008 року здійснює круїзи по Європі. |
| 11    | Космічна станція  | Space Station     | 8 вересня 2009  | У цій серії розповідається про те, які технологічні прориви зробили можливим створення Міжнародної космічної станції. |
| 12    | Гребля            | Dam               | 15 вересня 2009 | Найбільша в світі гребля встановлена на гідроелектростанції «Три ущелини», побудованої на річці Янцзи в Китаї. |
| 13    | Телескоп          | Telescope         | 22 вересня 2009 | Розташований на горі Грехем у південно-східній частині штату Аризона Великий бінокулярний телескоп є одним з найбільш передових і володіють найвищим дозволом серед всіх оптичних телескопів в світі. Його будівництво було б неможливим, якби не різні прориви в будівництві телескопів. |
| 14    | Оглядове колесо   | Ferris Wheel      | 29 вересня 2009 | Найвище оглядове колесо у світі «Сінгапур Флаєр» має висоту 165 метрів, а місткість - 1260 пасажирів на годину. Воно на 5 метрів вище, ніж «Зірка Наньчана» і на 30 метрів вище, ніж колесо огляду «Лондонське око». |

### Сезон 3 (2011)
| № п\п | Українська назва | Оригінальна назва | Дата релізу   | Короткий опис |
| ----- | ---------------- | ----------------- | ------------- | --- |
| 15    | Панамський канал | Canal             | 5 липня 2011  | У цій серії ми дізнаємося про тих науково-технічних винаходах, які зробили Панамський канал одним з найбільших досягнень інженерного мистецтва. Для того щоб зрозуміти, як вдалося побудувати Панамський канал, розглянемо спочатку будівництво таких каналів, як Бріарський канал, Бріджуотерскій канал і Манчестерський судноплавний канал. |
| 16    | Метро            | Metro             | 12 липня 2011 | У цій серії розповідається про те, як будувалися метро в Лондоні, Нью-Йоркові і Парижі. |
| 17    | Криголам         | Icebreaker        | 19 липня 2011 | Ця серія розповідає про криголамах. Арктичний криголамний танкер «Тимофій Гуженко» вагою понад 93 тисяч тонн, є найбільшим човниковим танкером Арктики. Він може легко переміщатися по льодовому простору з товщиною шару льоду до півтора метрів. У цій серії глядачі познайомляться з кількома криголамами, починаючи з самого першого криголама у світі - німецького Eisbrecher 1, і закінчуючи потужним атомним криголамом «Ленін». Кожен з криголамів являв собою великий інженерний прорив в галузі суднобудування, дозволивши інженерам зводити суду все більшого і більшого розміру. |
| 18    | Вежа             | Tower             | 26 липня 2011 | Телевежа Гуанчжоу в Китаї - друга за висотою телевежа у світі. Маючи висоту 610 метрів, вона є одним з найбільших досягнень інженерного мистецтва. У цій серії досліджуються революційні інженерні ідеї, що лежать в її основі. |
| 19    | В'язниця         | Prison            | 2 серпня 2011 | Нова в'язниця північного відділення виправних установ штату Меріленд є найбільшою в США і найдосконалішою з технологічної точки зору. У цій серії розказана історія інновацій, які зробили можливим створення такої високотехнологічної в'язниці особливо суворого режиму. |
| 20    | Поїзд            | Train             | 2 серпня 2011 | Найшвидший колісний поїзд SNCF AGV може розвивати швидкість понад 500 км / год (однак найбільш швидкісним є японський безколісний поїзд Маглев). У цій серії показано розвиток інженерних ідей, що лежать в його основі. |

## Фотогалерея

Хмарочос «Бурдж-Халіфа» в ДубаїХмарочос «Бурдж-Халіфа» в Дубаї
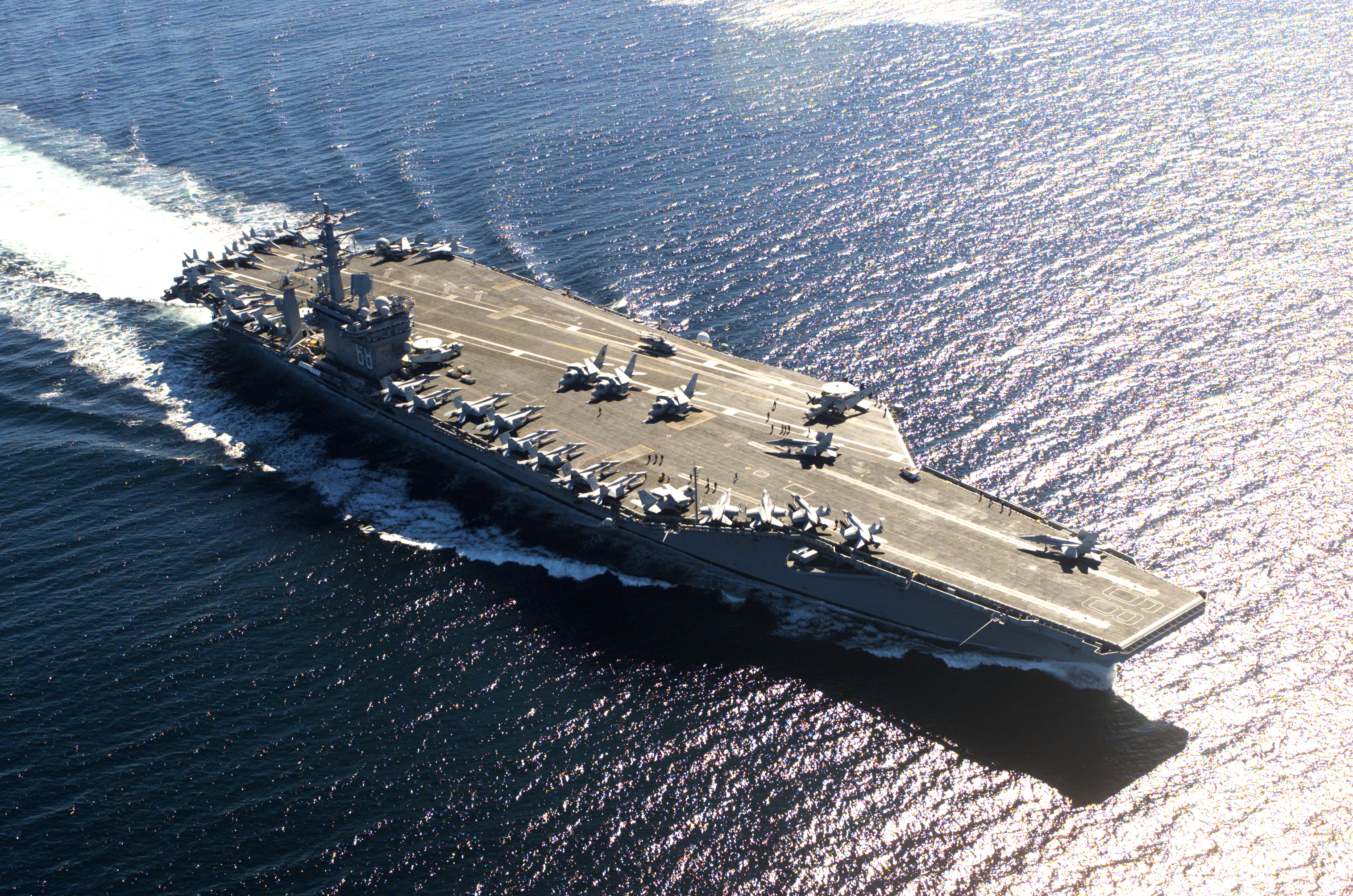
Авіаносець «Німіц»
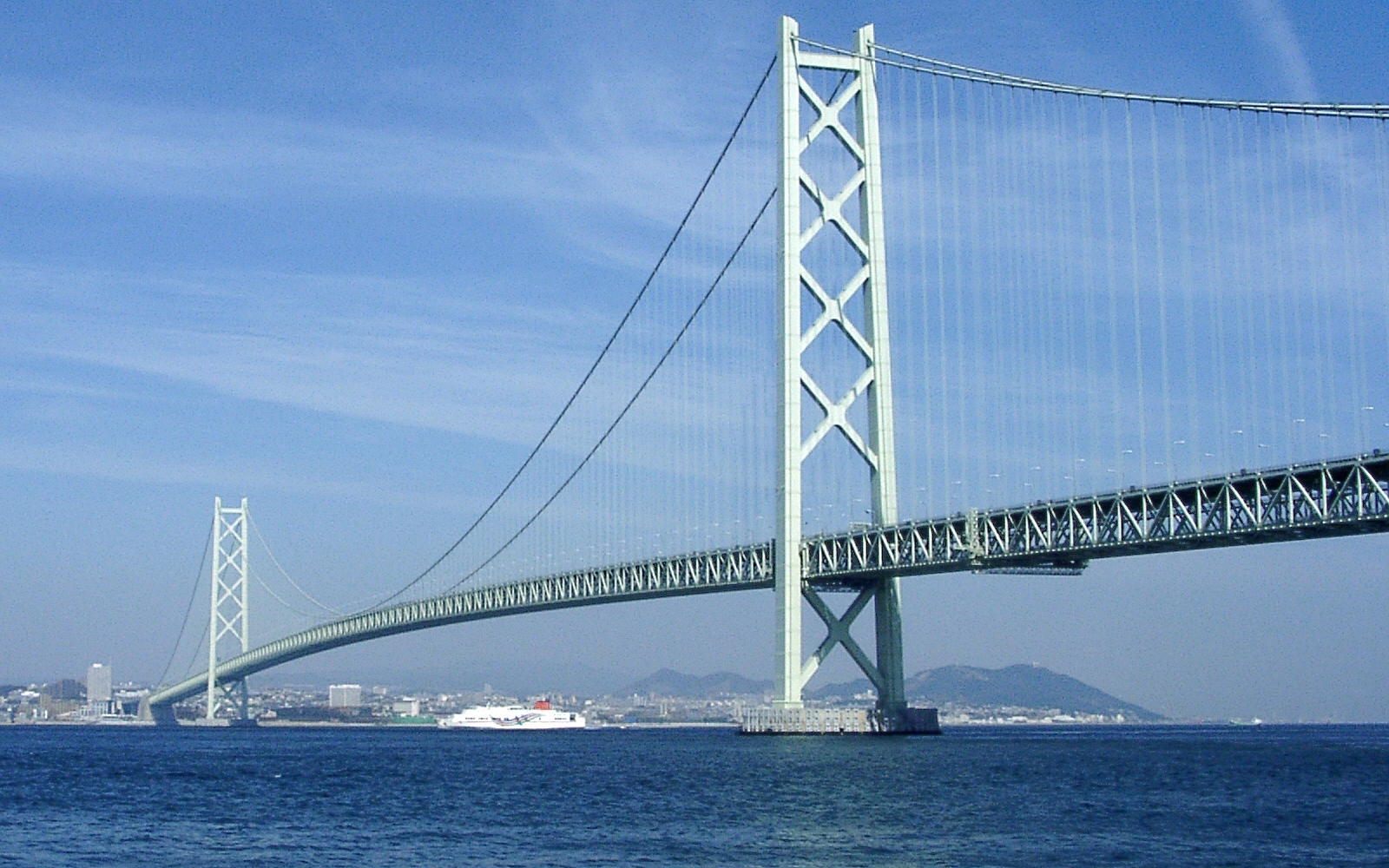
Найдовший висячий міст у світі «Великий міст протоки Акасі» в Японії
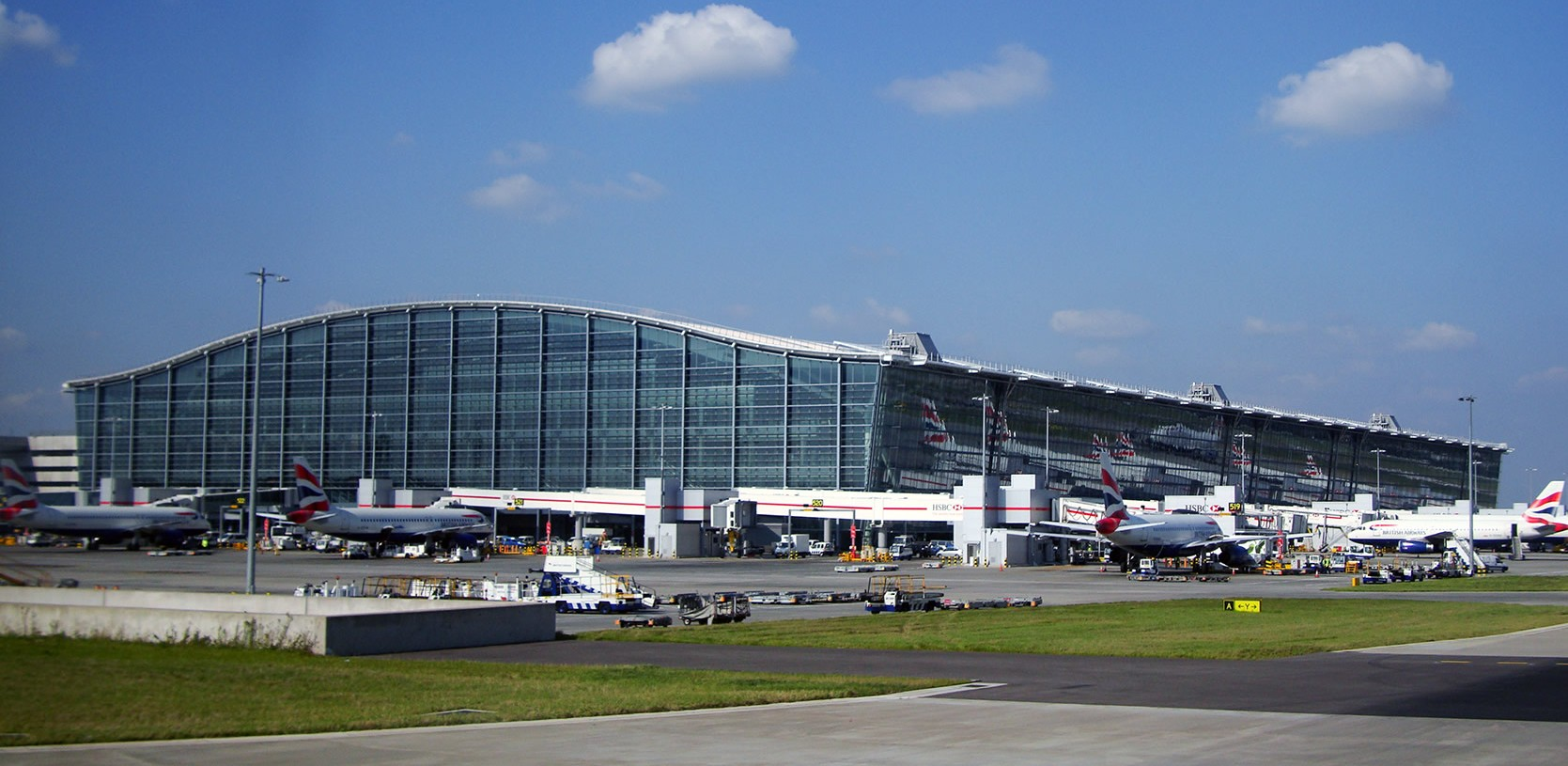
Термінал №5 Лондонського аеропорт а «Хітроу»
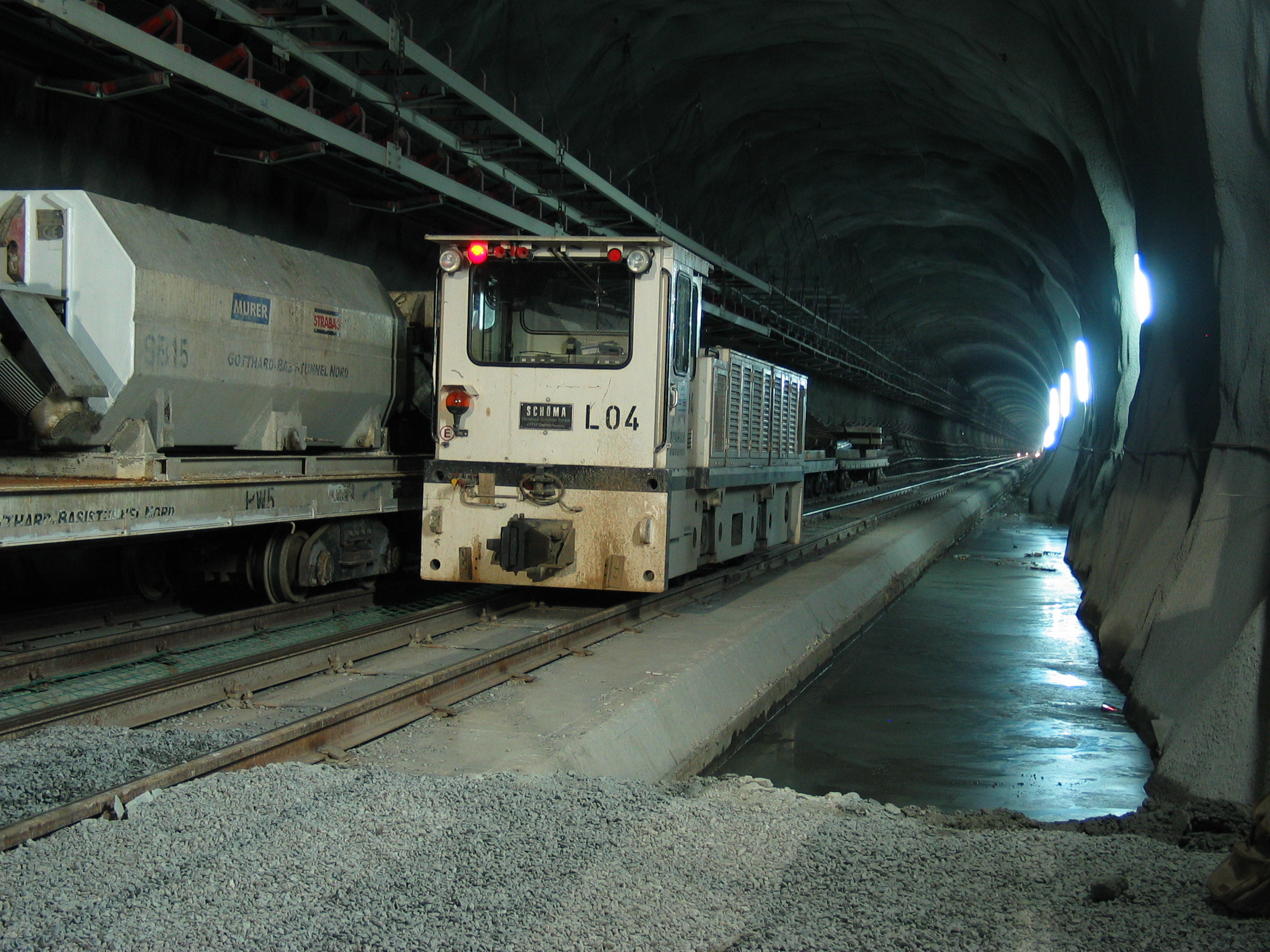
Найдовший тунель у світі - Готардський базисний тунель
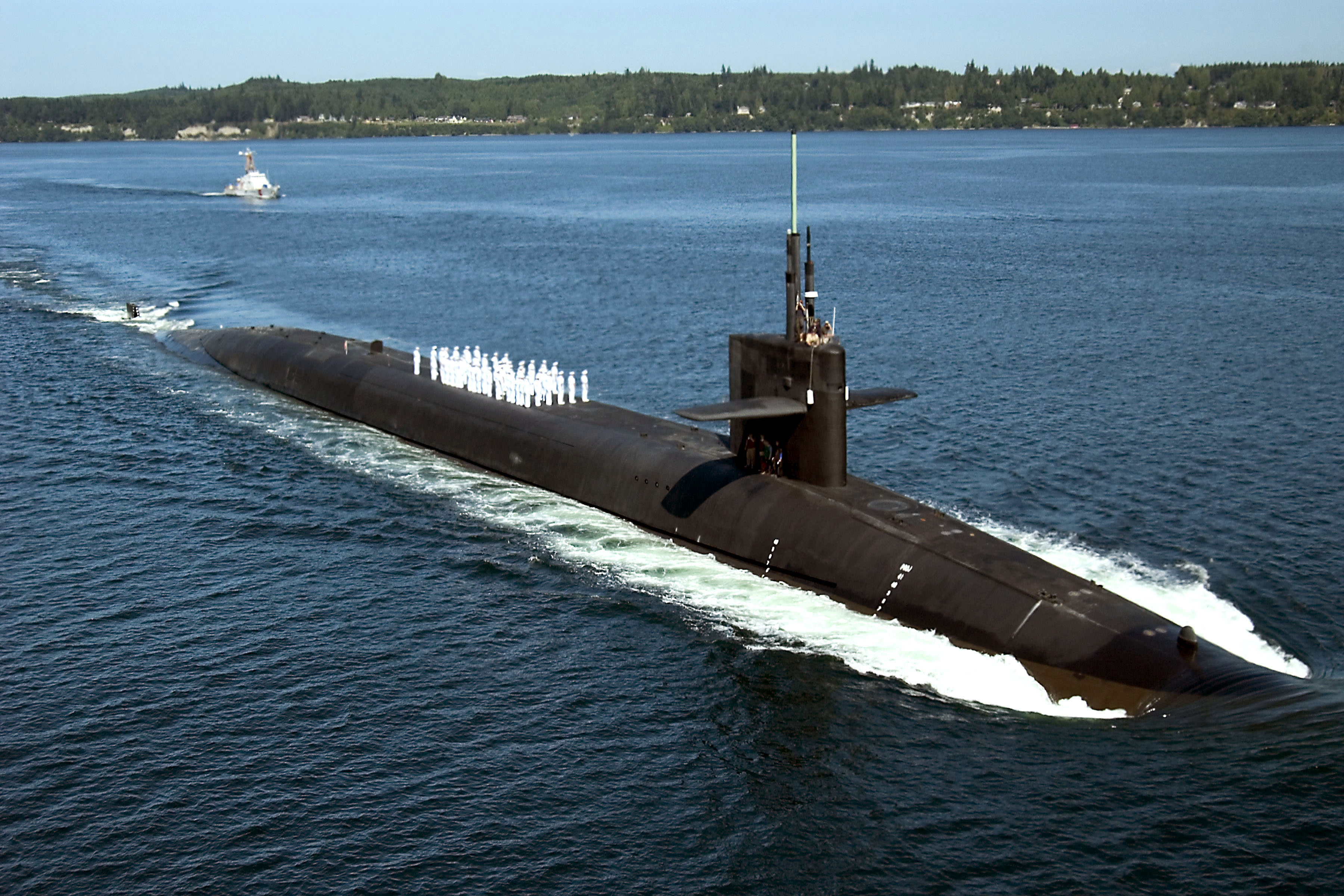
Що знаходиться на озброєнні ВМС США АПЛ «Пенсильванія»
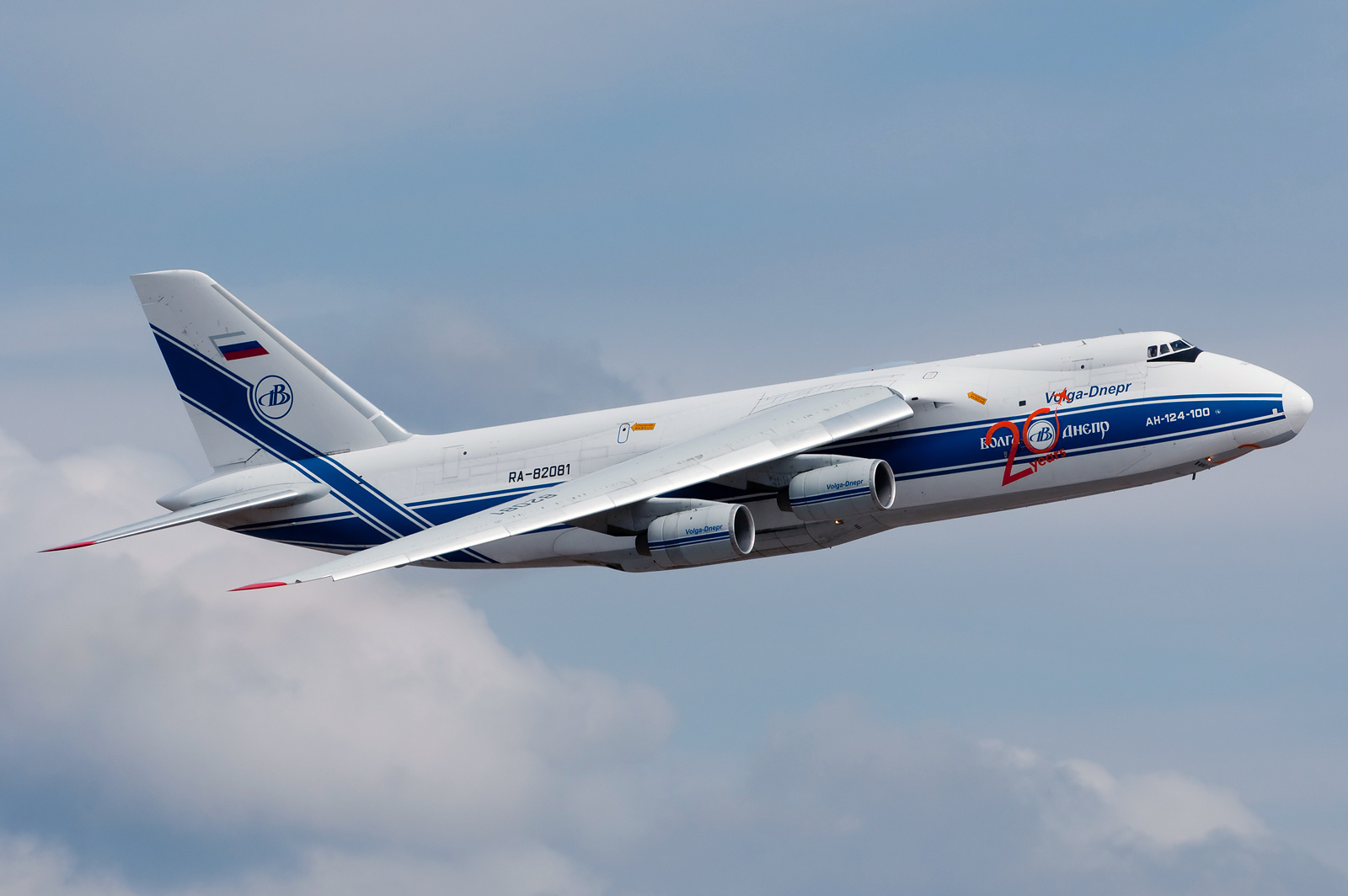
Один з найбільших у світі вантажних літаків Ан-124 «Руслан»
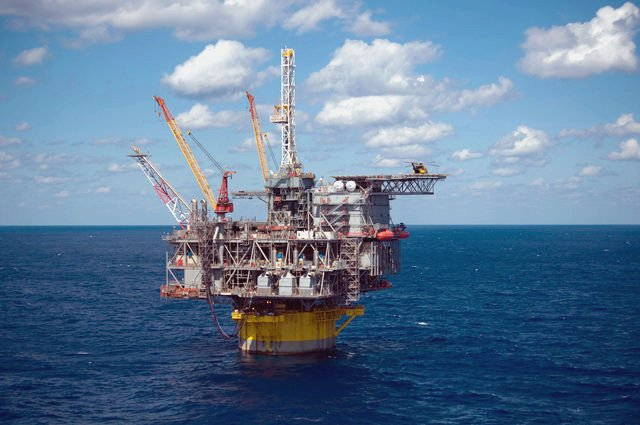
Сама глибоководна плаваюча нафтова платформа «Пердідо»
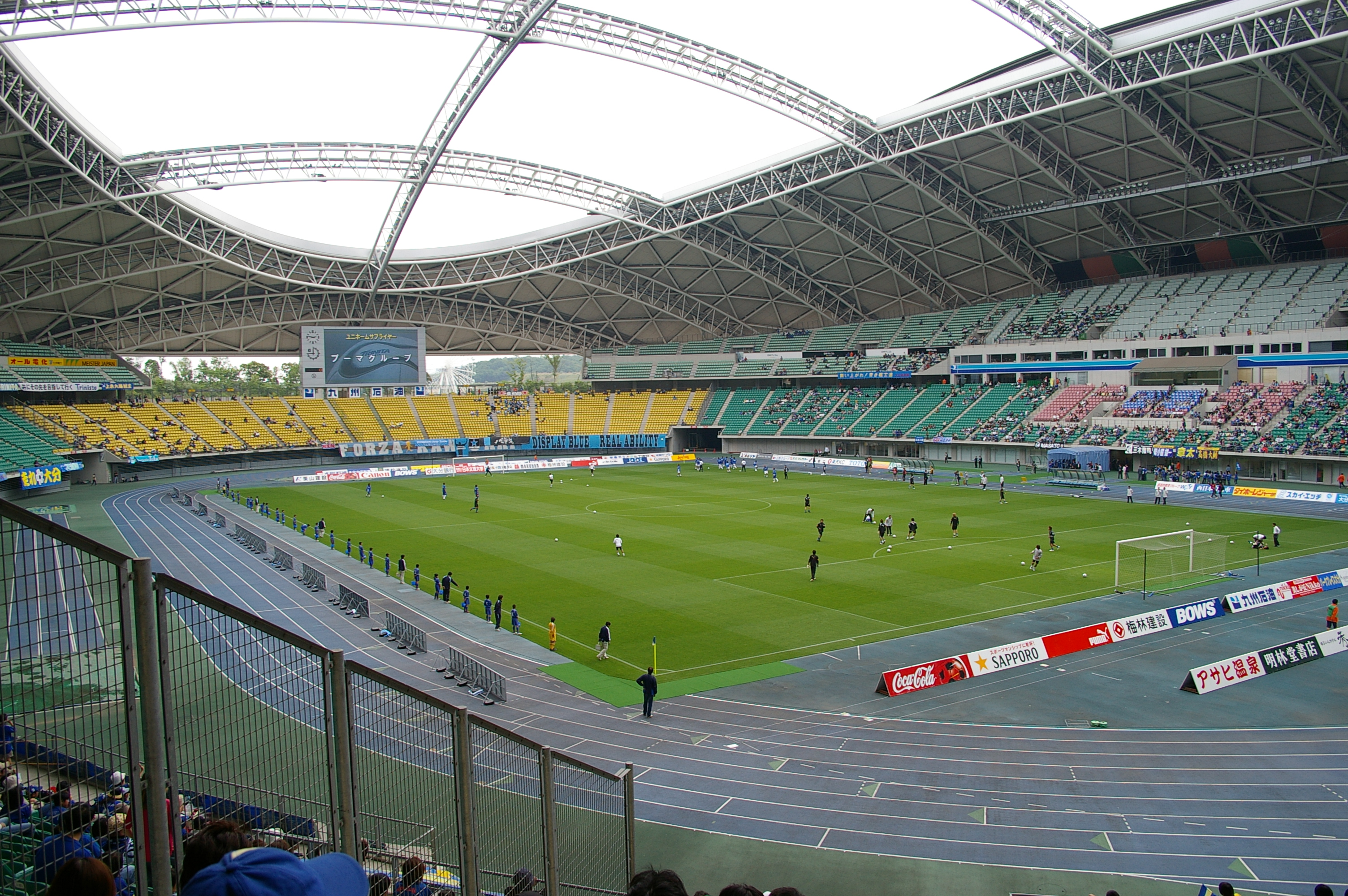
Найбільший у світі купол даху розташований над стадіоном «Оіта» в Японії
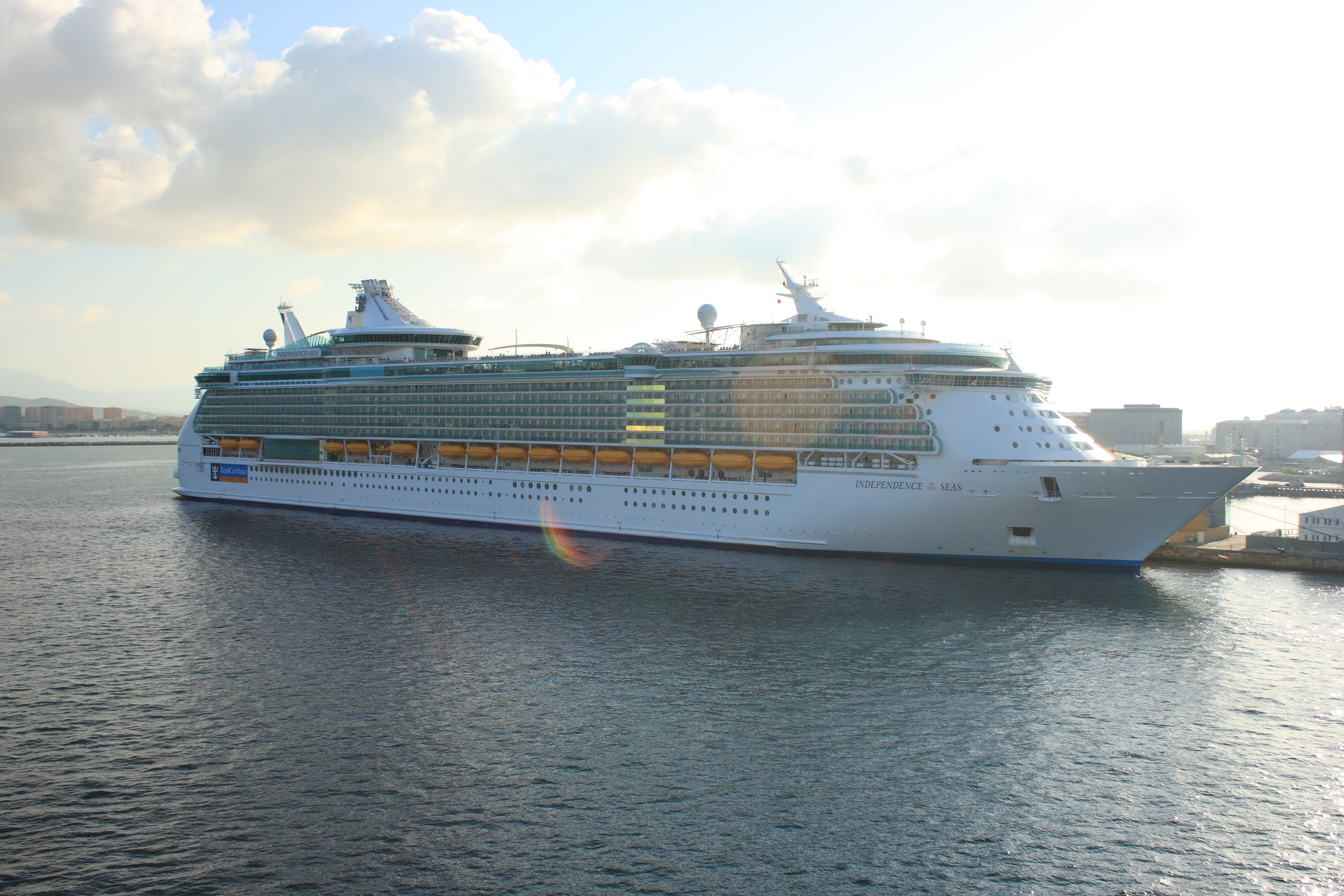
Найбільший круїзний корабель «Незалежність морів» водотоннажність м 160000 тонн
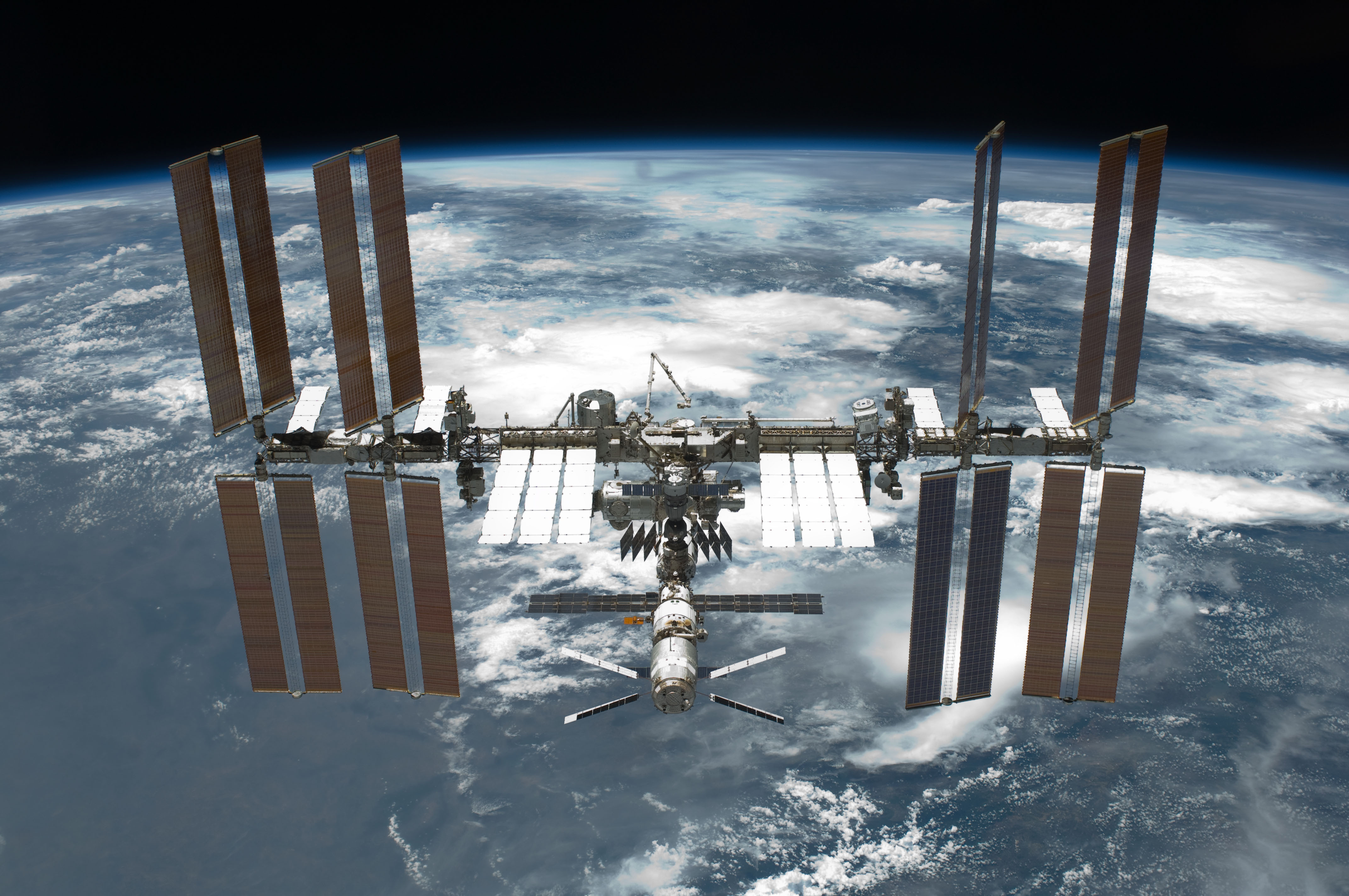
Міжнародна космічна станція
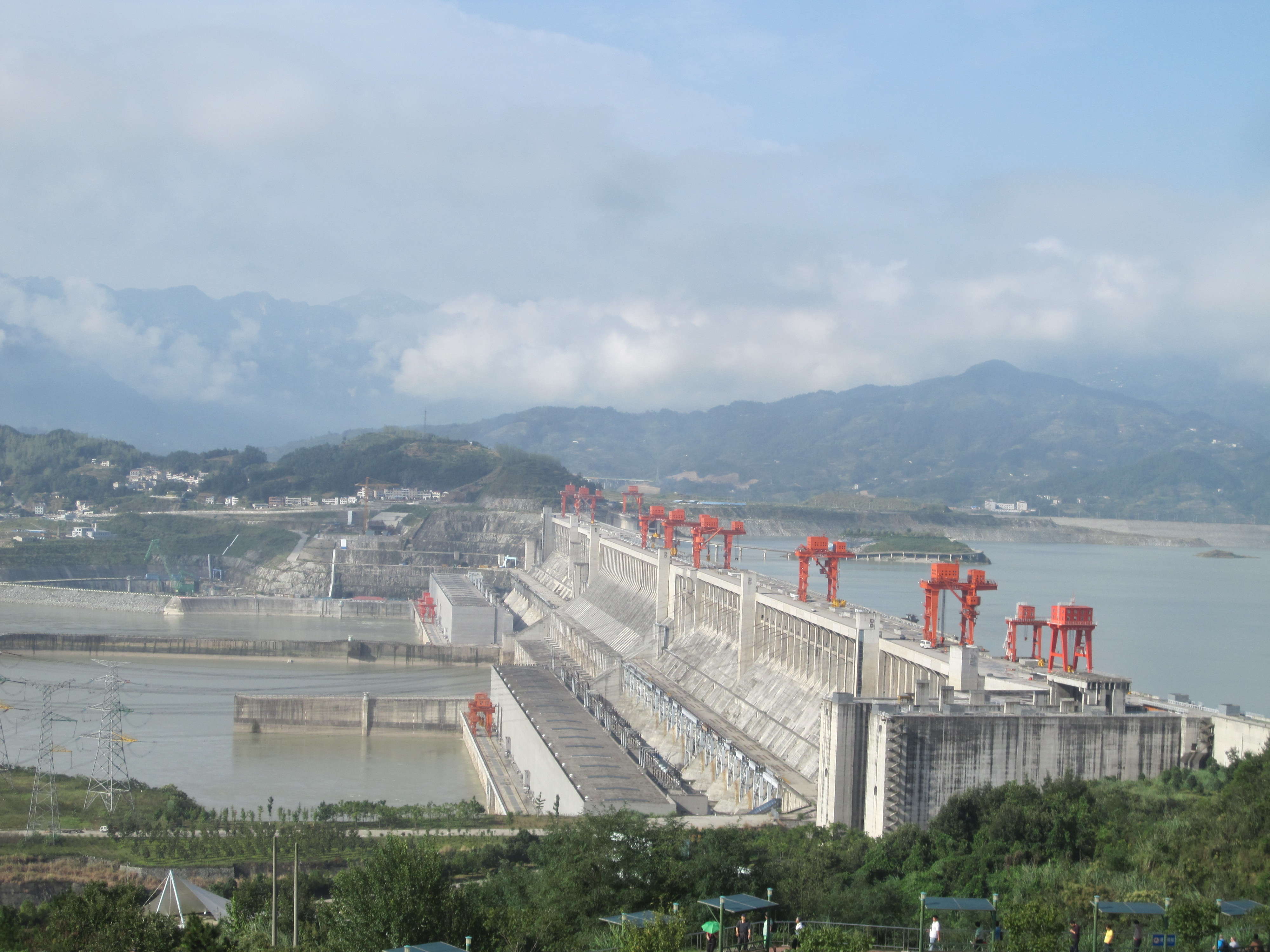
Найбільша в світі гребля на гідроелектростанції «Три ущелини» в Китаї
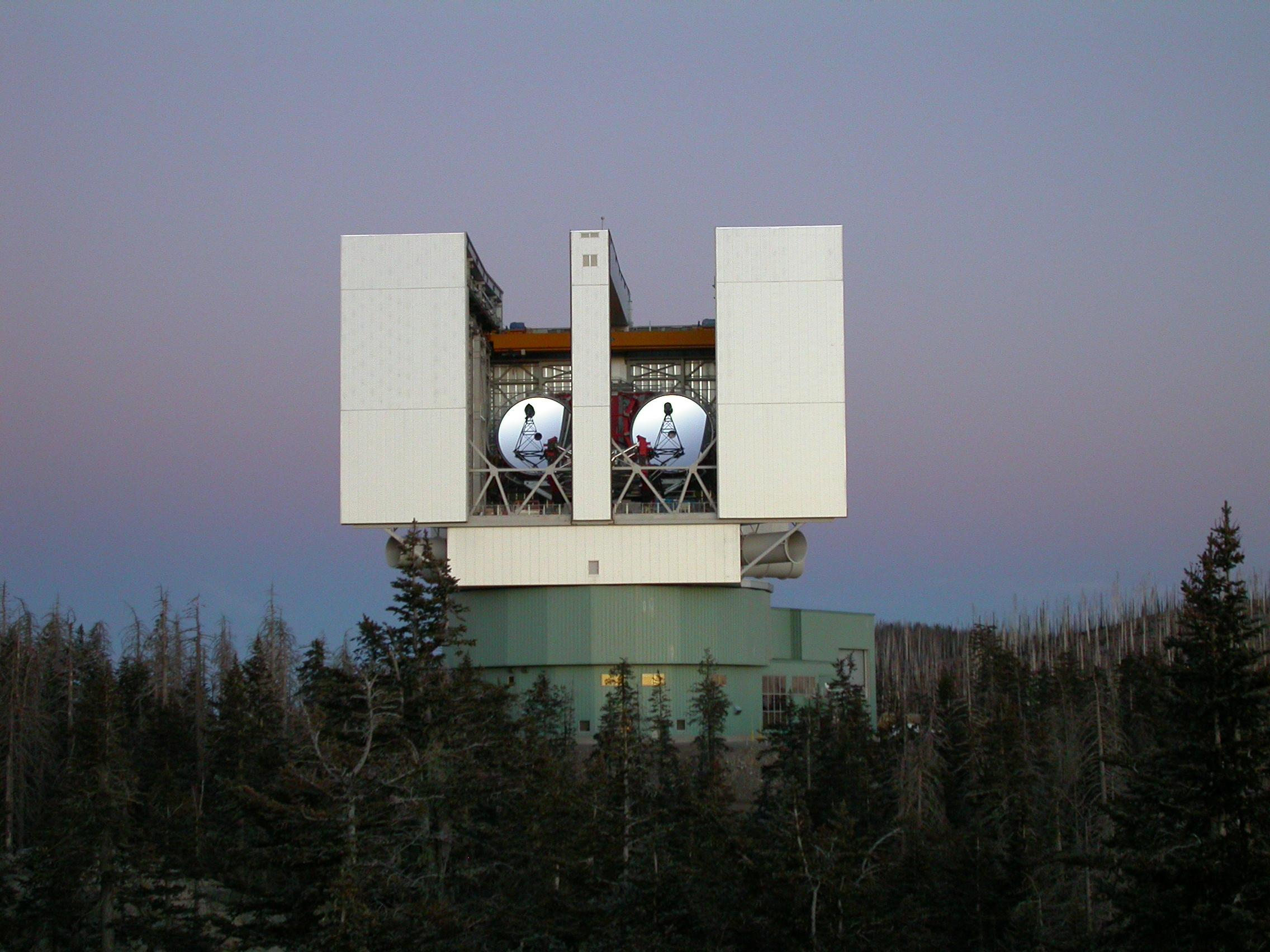
Великий бінокулярний телескоп має найвищим дозволом серед всіх оптичних телескоп ів в світі
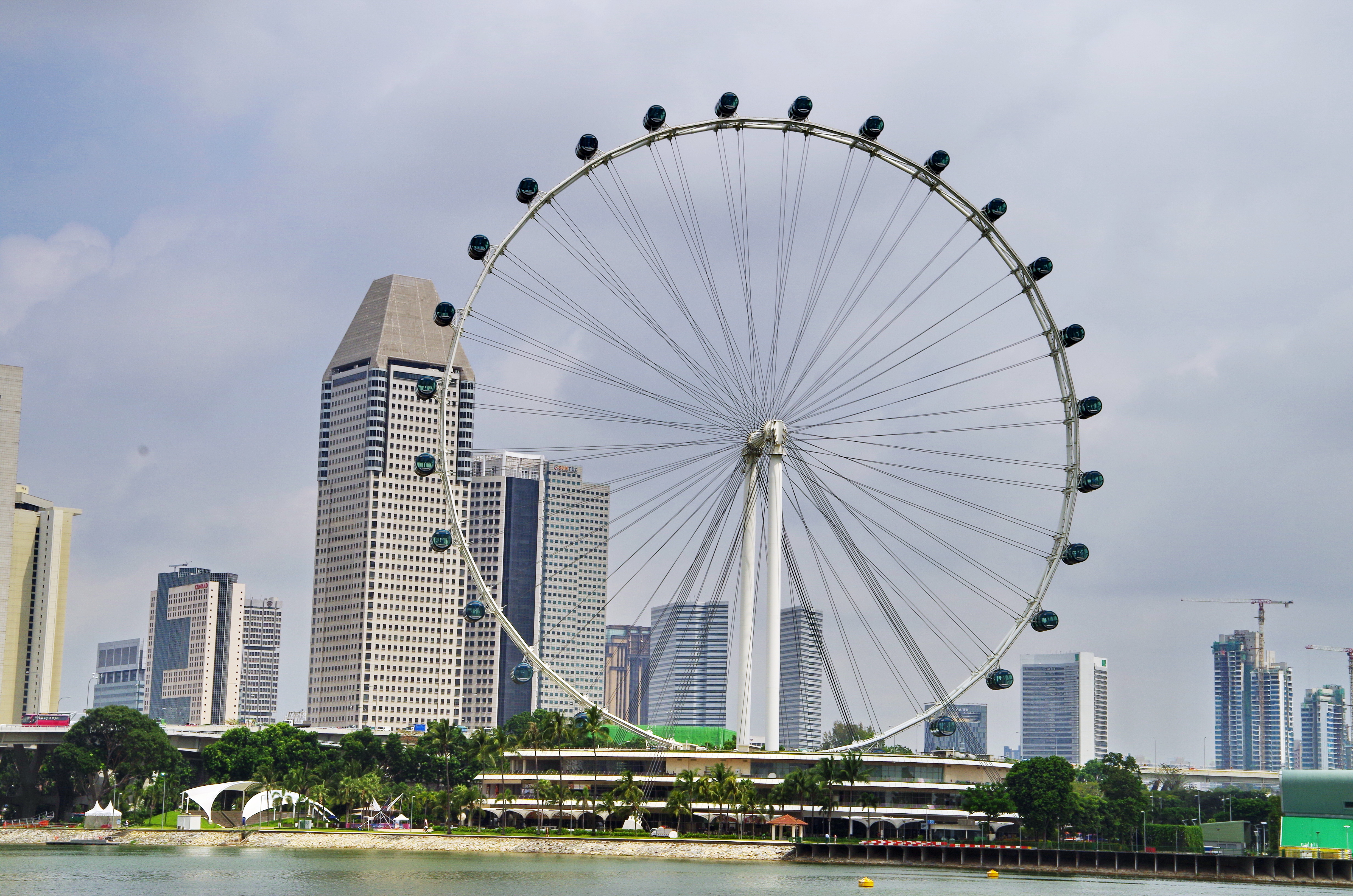
Найвище оглядове колесо у світі «Сінгапур Флаєр»
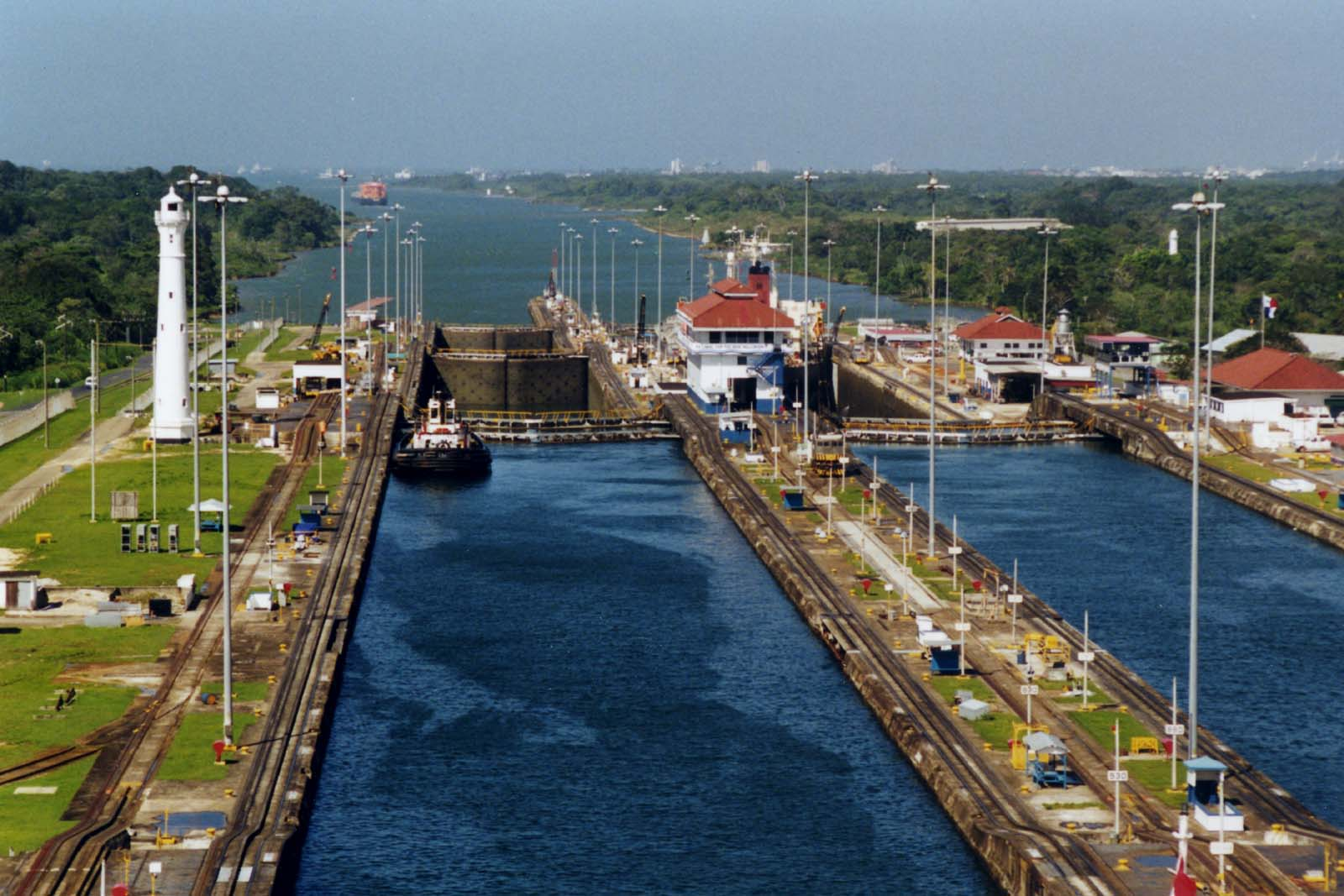
Панамський канал
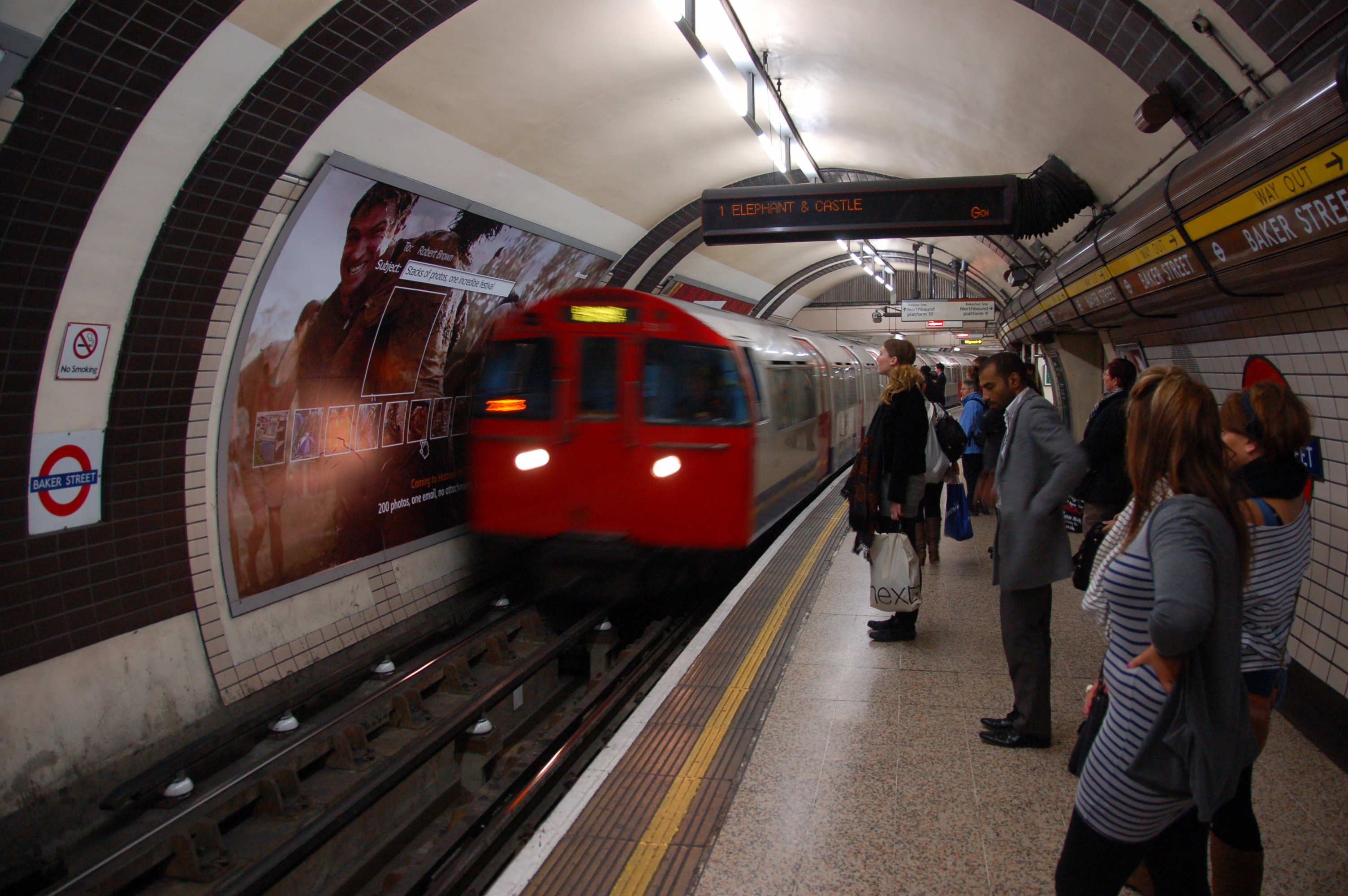
Лондонський метрополітен
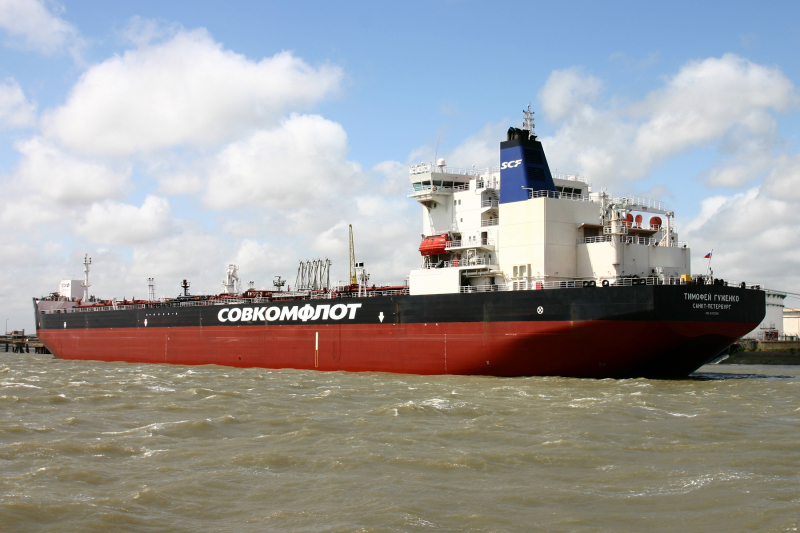
Арктичний криголамний танкер «Тимофій Гуженко»
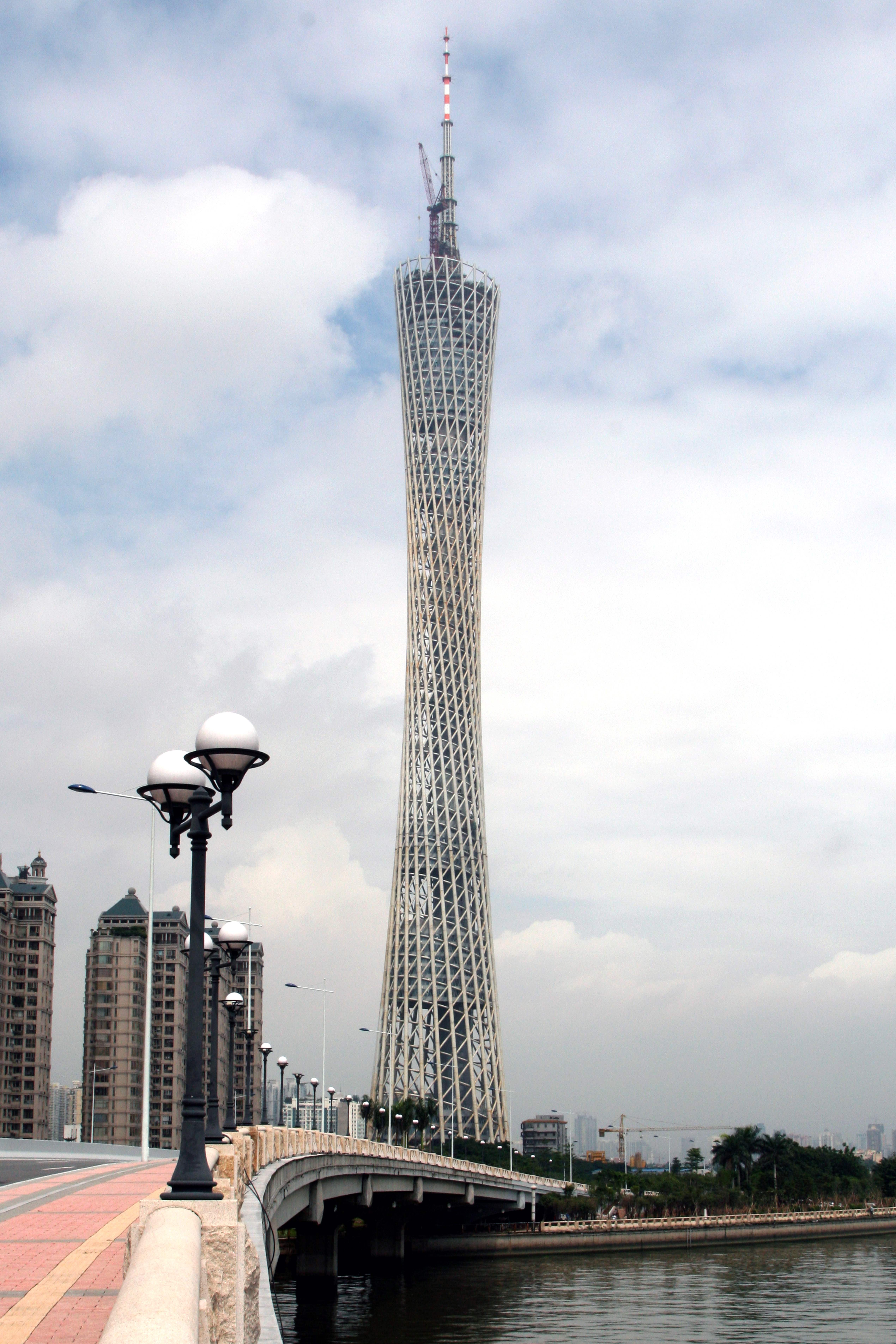
Телевежа Гуанчжоу в Китаї
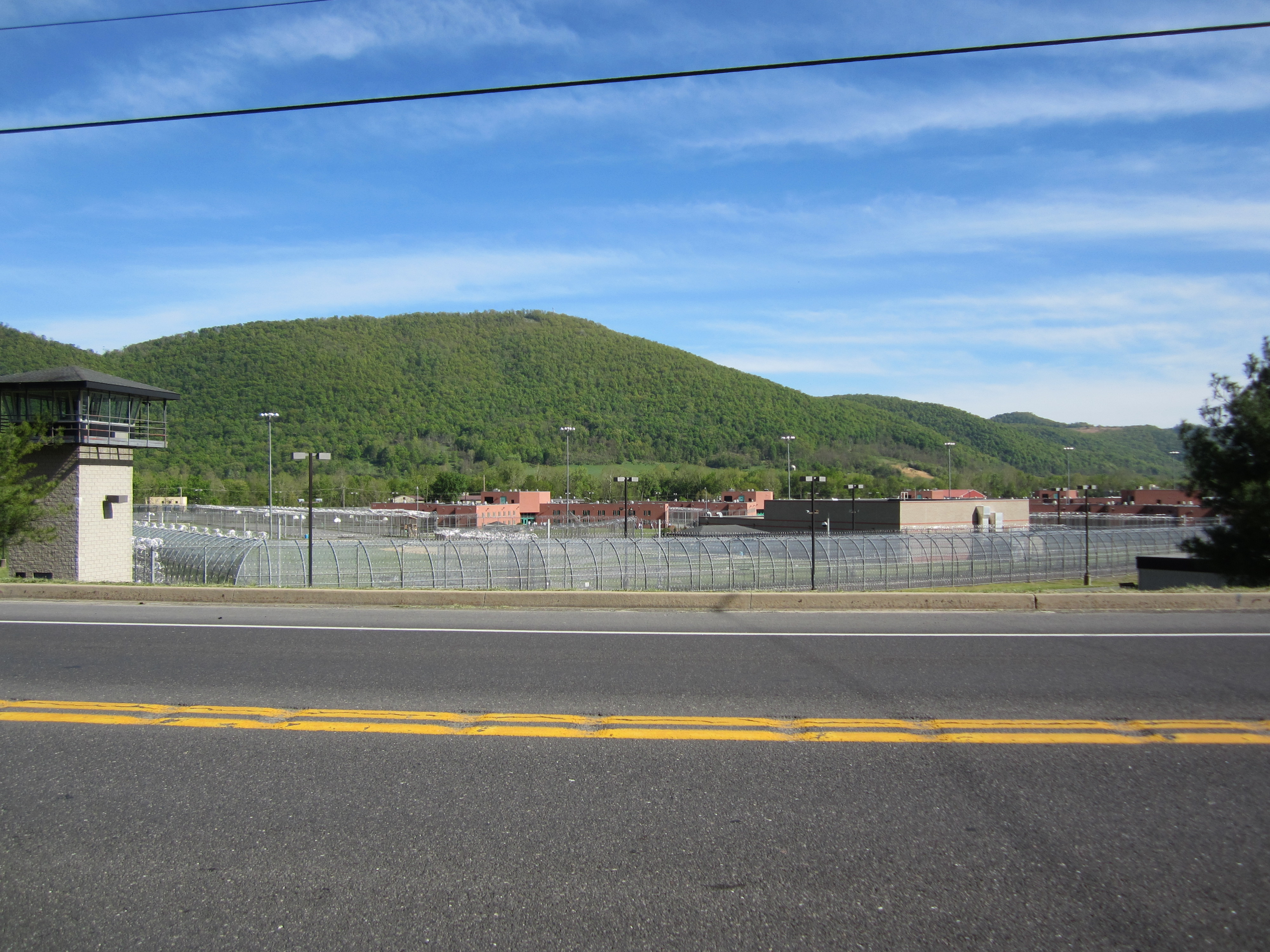
Нова в'язниця північного відділення виправних установ штату Меріленд в США
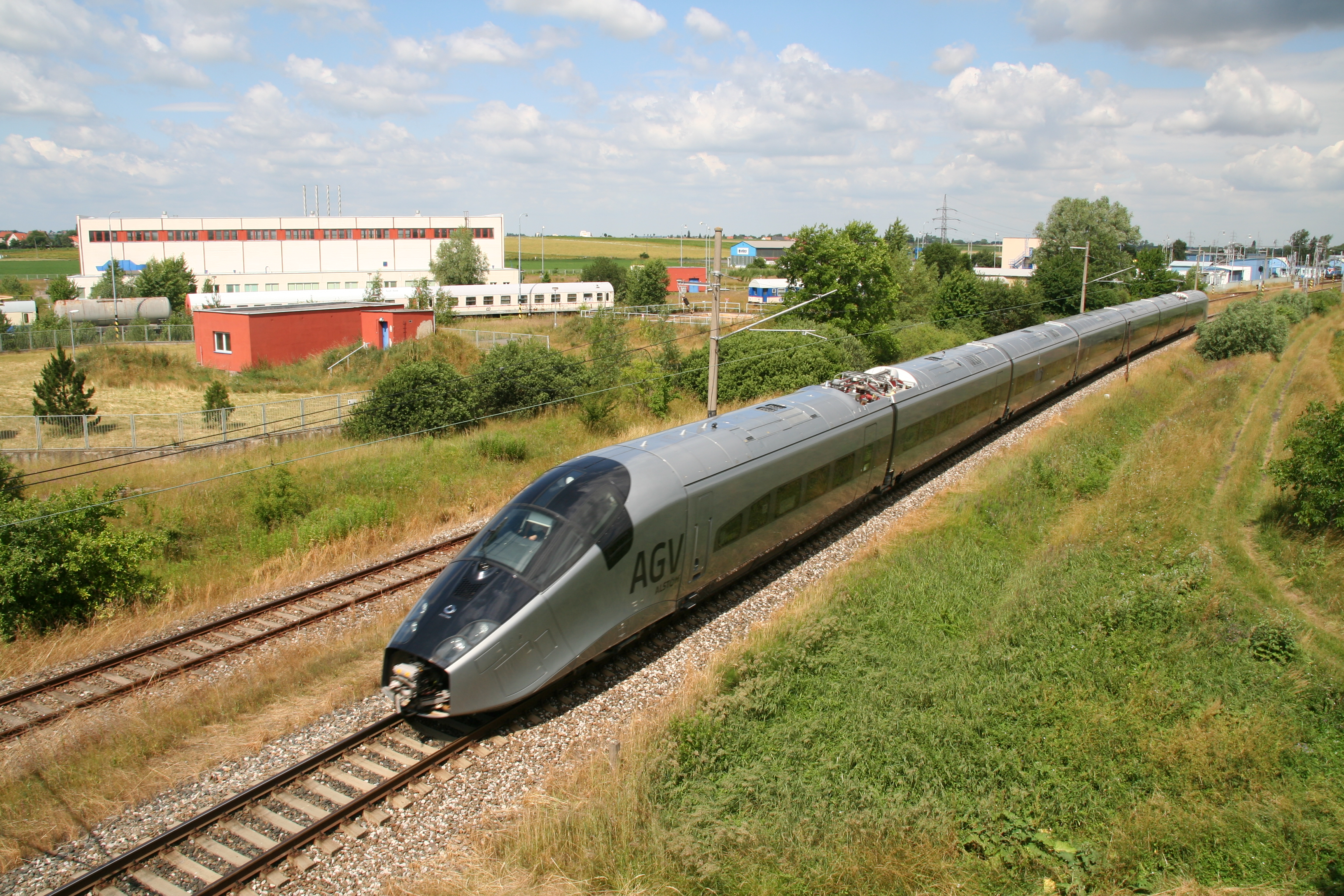
Найшвидший колісний поїзд SNCF AGV